# بني سحنون
بني سحنون هي بلدية في في منطقة بلنسية بإسبانيا.